# Wassyliwka (Baschtanka, Snihuriwka)
Wassyliwka (ukrainisch Василівка; russisch Василевка Wassilewka) ist ein Dorf am linken Ufer des Inhulez im Osten der ukrainischen Oblast Mykolajiw mit etwa 820 Einwohnern (2001).

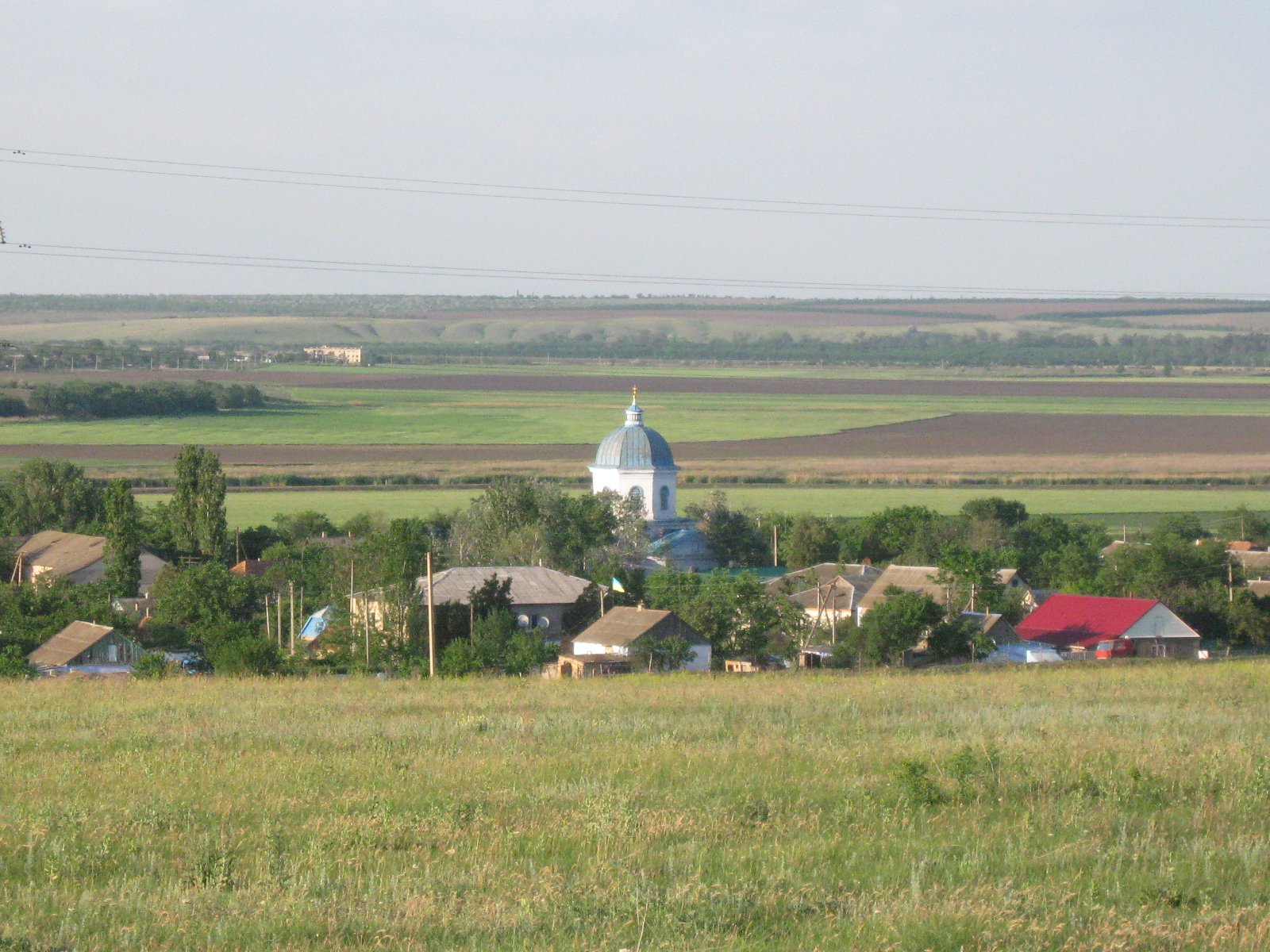
Blick auf Wassiliwka

Das in den 1780er Jahren gegründete Dorf liegt nördlich vom Dorf Pawliwka auf einer Höhe von 11 m, 4 km östlich vom Gemeinde- und ehemaligen Rajonzentrum Snihuriwka und 73 km östlich vom Oblastzentrum Mykolajiw.
Am 18. April 2018 wurde das Dorf ein Teil der Stadtgemeinde Snihuriwka; bis dahin bildete es zusammen mit den Dörfern Jewheniwka (Євгенівка) und Pawlo-Marjaniwka (Павло-Мар'янівка) die Landratsgemeinde Wassyliwka (Василівська сільська рада/Wassyliwska silska rada) im Osten des Rajons Snihuriwka.
Seit dem 17. Juli 2020 ist es ein Teil des Rajons Baschtanka.